# Thesea antiope
Thesea antiope är en korallart som beskrevs av Bayer 1959. Thesea antiope ingår i släktet Thesea och familjen Plexauridae. Inga underarter finns listade i Catalogue of Life.